# Eudarcia glaseri
Eudarcia glaseri is een vlinder uit de familie van de Meessiidae. Deze soort is voor het eerst wetenschappelijk beschreven als Obesoceras glaseri door Günther Petersen in een publicatie uit 1967.
De soort komt voor in Frankrijk, Spanje, Griekenland en Turkije.